# 天空藍
天空藍（英語：Sky blue），又稱淺天藍、天空色，是藍色的一種，是比較淡的天藍色。是在晴天時，天空的顏色，偏於青色（蒼色）。

## 名稱與起源
在英語中，英語：首次被當成一種顏色的名稱來使用，始於1729年。它可能起源於1585年，在法語中的。